# Festival Internacional de Cine de Venecia de 2001
La 58.ª edición del Festival Internacional de Cine de Venecia tuvo lugar entre el 29 de agosto y el 9 de septiembre de 2001.

## Jurados
Las siguientes personas fueron seleccionadas para formar parte del jurado de esta edición:
- Nanni Moretti (Presidente)
- Amitav Ghosh
- Jerzy Skolimowski
- Jeanne Balibar
- Taylor Hackford
- Cecilia Roth
- Vibeke Windeløv

Controcorrente

Las siguientes personas fueron seleccionada para dar el Premio San Marco Prize a la mejor película, El Premio Special Director, El Premio Controcorrente al Mejor actor y mejor actriz:
- Shiguehiko Hasumi (Presidente)
- Piera Detassis
- Emanuel Levy
- Gavin Smith
- Michel Ciment

Premio Luigi De Laurentiis a la mejor ópera primaː
- Cédric Kahn (Presidente)
- Francesco Casetti
- Jafar Panahi
- Jean-Loup Passek
- Ruth Vitale

Cortometrajesː
- Francesca Comencini (Presidenta)
- Jaques Kermabon
- Mário Micaelo

## Selección oficial

### En Competición
Las películas siguientes compitieron para el León de Oro:
| Título en España          | Título original                 | Director(es)       | País           |
| ------------------------- | ------------------------------- | ------------------ | -------------- |
| Detrás del sol            | Abril Despedaçado               | Walter Salles      | Brasil         |
| La tarde de un torturador | Dupa-amiaza unui tortionar      | Lucian Pintilie    | Rumanía        |
| Eden                      | Eden                            | Amos Gitai         | Israel         |
| Hollywood Hong Kong       | Heung gong yau gok hor lei wood | Fruit Chan         | Hong Kong      |
| Días perros               | Hundstage                       | Ulrich Seidl       | Austria        |
| Lejos                     | Loin                            | André Téchiné      | Francia        |
| Bully                     | Bully                           | Larry Clark        | Estados Unidos |
| How Harry Became a Tree   | How Harry Became a Tree         | Goran Paskaljevic  | Irlanda        |
| Luz de mis ojos           | Luce dei miei occhi             | Giuseppe Piccioni  | Italia         |
| Luna rossa                | Luna rossa                      | Antonio Capuano    | Italia         |
| La boda del monzón        | Monsoon Wedding                 | Mira Nair          | India          |
| Quem És Tu?               | Quem És Tu?                     | João Botelho       | Portugal       |
| El voto es secreto        | Raye Makhfi                     | Babak Payami       | Irán           |
| Salvaje inocencia         | Sauvage innocence               | Philippe Garrel    | Francia        |
| Domicilio desconocido     | Suchwiin bulmyeong              | Kim Ki-duk         | Corea del Sur  |
| Los otros                 | The Others                      | Alejandro Amenábar | España         |
| La cuadrilla              | The Navigators                  | Ken Loach          | Corea del Sur  |
| El triunfo del amor       | The Triumph of Love             | Clare Peploe       | Reino Unido    |
| Waking Life               | Waking Life                     | Richard Linklater  | Estados Unidos |
| Y tu mamá también         | Y tu mamá también               | Alfonso Cuarón     | México         |

### Fuera de competición
Las películas siguientes fueron seleccionadas para ser exhibidas fuera de competición:
Largometrajes
| Título en español                          | Título original                              | Director(es)                             | País           |
| ------------------------------------------ | -------------------------------------------- | ---------------------------------------- | -------------- |
| A.I. Inteligencia Artificial               | A.I. Artificial Intelligence                 | Steven Spielberg                         | Estados Unidos |
| Oscura seducción                           | Birthday Girl                                | Jez Butterworth                          | Reino Unido    |
| Asoka                                      | Asoka                                        | Santosh Sivan                            | India          |
| Atraksion (corto)                          | Atraksion (corto)                            | Raoul Servais                            | Bélgica        |
| Ese amor                                   | Cet amour-là                                 | Josée Dayan                              | Francia        |
| Dust                                       | Dust                                         | Milcho Manchevski                        | Reino Unido    |
| Fausto 5.0                                 | Fausto 5.0                                   | Isidro Ortiz, Alex Ollé, Carlos Padrissa | España         |
| Desde el infierno                          | From Hell                                    | Albert Hughes, Allen Hughes              | Estados Unidos |
| Fantasmas de Marte                         | Ghosts of Mars                               | John Carpenter                           | Estados Unidos |
| El último golpe                            | Heist                                        | David Mamet                              | Estados Unidos |
| Lucky Break                                | Lucky Break                                  | Peter Cattaneo                           | Reino Unido    |
| Pier Paolo Pasolini y la razón de un sueño | Pier Paolo Pasolini e la ragione di un sogno | Laura Betti, Paolo Costella              | Italia         |
| El baile de los sicarios                   | Pisutoru opera                               | Seijun Suzuki                            | Japón          |
| Oporto de mi infancia                      | Porto da minha infância                      | Manoel de Oliveira                       | Portugal       |
| Silencio, estamos rodando                  | Skoot hansawwar                              | Youssef Chahine                          | Egipto         |
| La maldición del escorpión de jade         | The Curse of the Jade Scorpion               | Woody Allen                              | Estados Unidos |
| Tosca                                      | Tosca                                        | Benoît Jacquot                           | Francia        |
| Training day                               | Training day                                 | Antoine Fuqua                            | Estados Unidos |
| Tuesday (corto)                            | Tuesday (corto)                              | Geoff Dunbar                             | Reino Unido    |
| Vivere                                     | Vivere                                       | Franco Bernini                           | Italia         |

### Corto Cortissimo
Los siguientes cortometrajes fueron exhibidas en la sección de Corto Cortissimo:
| Título original                  | Director          | País          |
| -------------------------------- | ----------------- | ------------- |
| Avatars                          | Ben Elia          | Francia       |
| Bamboleho'                       | Luis Prieto       | España        |
| Che Sishisi                      | Dayyan Eng        | Hong Kong     |
| Freunde                          | Jan Krüger        | Alemania      |
| Intimisto                        | Licia Eminenti    | Francia       |
| Ismaël                           | Rudy Barichello   | Bélgica       |
| Kosmonaut                        | Stefan Faldbakken | Dinamarca     |
| My other wheelchair is a Porsche | Ravi Kumar        | Reino Unido   |
| Noh-wul-so-ri                    | Hong Doo-hyun     | Corea del Sur |
| Old Love                         | Jan Schütte       | Alemania      |
| ¿Quién eres tú?                  | Ruth Olshan       | Cuba          |
| Shiyi Sui                        | Lu Zhang          | China         |
| Suem-ba-gkok-gill                | Il-soon Kweon     | Corea del Sur |
| The other son                    | Heng Tang         | Australia     |
| The terms                        | Johnny O'Reilly   | Irlanda       |
| Un paio di Occhiali              | Carlo Damasco     | Italia        |

### Cinema del Presente
Una selección oficial que destacan por su "intento de innovación, originalidad creativa o lenguaje cinematográfico alternativo" 
| Título español       | Título original                        | Director(es)            | País de producción |
| -------------------- | -------------------------------------- | ----------------------- | ------------------ |
| Fifi Martingale      | Fifi Martingale                        | Jacques Rozier          | Francia            |
| Figli/Hijos          | Figli/Hijos                            | Marco Bechis            | Italia             |
| Flower Island        | Ggot seom                              | Il-gon Song             | China              |
| Hai Xian             | Hai Xian                               | Wen Zhu                 | China              |
| Water and Salt       | Água e Sal                             | Teresa Villaverde       | Portugal           |
| Harmful Insect       | Gaichu                                 | Akihiko Shiota          | Japón              |
| La fiebre del loco   | La fiebre del loco                     | Andrés Wood             | España             |
| Invencible           | Invincible                             | Werner Herzog           | EE. UU.            |
| El amor imperfecto   | L'amore imperfetto                     | Giovanni Davide Maderna | Italia             |
| Probablemente amor   | L'amore probabilmente                  | Giuseppe Bertolucci     | Italia             |
| El empleo del tiempo | L'emploi du temps                      | Laurent Cantet          | Francia            |
| El hombre de más     | L'uomo in più                          | Paolo Sorrentino        | Italia             |
| Le souffle           | Le souffle                             | Damien Odoul            | Francia            |
| No soy nadie sin ti  | Me Without You                         | Sandra Goldbacher       | Reino Unido        |
| Reinas por un día    | Reines d'un jour                       | Marion Vernoux          | Francia            |
| Sábado               | Sábado                                 | Juan Villegas           | Argentina          |
| Sisters              | Syostry                                | Sergei Bodrov Jr.       | Rusia              |
| Vidas contadas       | Thirteen Conversations About One Thing | Jill Sprecher           | EE. UU.            |
| Tirana year zero     | Tirana year zero                       | Fatmir Koçi             | Albania            |
| Tuhog                | Tuhog                                  | Jeffrey Jeturian        | Filipinas          |
| Quitting             | Zuotian                                | Zhang Yang              | China              |

### Nuovi Territori
Las siguientes películas fueron seleccionados para la sección Nuovi Territori:
Largometrajes de ficción
| Título español             | Título original            | Director(es)       | País de producción |
| -------------------------- | -------------------------- | ------------------ | ------------------ |
| Brief Crossing             | Brève traversée            | Catherine Breillat | Francia            |
| Días de Nietzsche en Turín | Dias de Nietzsche em Turim | Júlio Bressane     | Brasil             |
| Fare la vita               | Fare la vita               | Tonino De Bernardi | Italia             |
| Frágil Como o Mundo        | Frágil Como o Mundo        | Rita Azevedo Gomes | Portugal           |
| Los porfiados              | Los porfiados              | Mariano Manzur     | Argentina          |
| Women in film              | Women in film              | Bruce Wagner       | Estados Unidos     |
| Pan y leche                | Kruh in mleko              | Jan Cvitkovic      | Eslovenia          |
| Fish and Elephant          | Jin nian xia tian          | Li Yu              | China              |
| La cinta                   | Tape                       | Richard Linklater  | Estados Unidos     |

Largometrajes no-ficción
| Título español                          | Título original                         | Director(es)                           | País de producción    |
| --------------------------------------- | --------------------------------------- | -------------------------------------- | --------------------- |
| A Huey P. Newton Story                  | A Huey P. Newton Story                  | Spike Lee                              | Estados Unidos        |
| Asuba de su serbatiou                   | Asuba de su serbatiou                   | Daniele Segre                          | Italia                |
| ¿Dónde yace tu sonrisa escondida?       | Où gít votre sourire enfoui?            | Pedro Costa                            | Francia               |
| Domestic Violence                       | Domestic Violence                       | Frederick Wiseman                      | Estados Unidos        |
| Images d'Orient: Tourisme vandale       | Images d'Orient: Tourisme vandale       | Yervant Gianikian, Angela Ricci Lucchi | Italia                |
| Les milles et une voix                  | Les milles et une voix                  | Mahmoud Ben Mahmoud                    | Bélgica, Países Bajos |
| Mal'hach hahistoria                     | Mal'hach hahistoria                     | Ariella Azoulay                        | Israel                |
| Mario Schifano tutto                    | Mario Schifano tutto                    | Luca Ronchi                            | Italia                |
| O fato completo ou à procura de Alberto | O fato completo ou à procura de Alberto | Inês de Medeiros                       | Francia, Portugal     |
| The jugde and the historian             | The jugde and the historian             | Jean-Louis Comolli                     | Francia, Italia       |
| Serbie, aneé zéro                       | Serbie, aneé zéro                       | Goran Markovic                         | Francia, Serbia       |
| Wadi Grand Canyon                       | Wadi Grand Canyon                       | Amos Gitai                             | Israel                |

Mediometrajes
| Título original                     | Duración | Director(es)      | País de producción |
| ----------------------------------- | -------- | ----------------- | ------------------ |
| Elegía de un viaje (Elegiya dorogi) | 47'      | Aleksandr Sokúrov | Francia            |
| A proposito degli effetti speciali  | 45'      | Alberto Grifi     | Italia             |

Cortometrajes
| Título original                                          | Duración | Director(es)                        | País             |
| -------------------------------------------------------- | -------- | ----------------------------------- | ---------------- |
| Fuzhi                                                    | 10'      | Sun Kechong                         | China            |
| GT Granturismo                                           | 5'       | Günther Selichar, Loredana Selichar | Francia          |
| Il mondo è fatto a scale                                 | 14'      | Piero Natoli                        | Italia           |
| Phantom                                                  | 5'       | Matthias Müller                     | Alemania         |
| Un giormo alla Olivetti - visitando la fabbrica di Ivrea | 25'      | Luigi Veronesi                      | Italia           |
| Ziloulan                                                 | 17'      | Sun Kechong                         | China            |
| A Invenção do Amor                                       | 25'      | António Campos                      | Portugal         |
| Ne dites pas à ma mère                                   | 27'      | Sarah Moon Howe                     | Bélgica, Francia |
| Antonio Ruju. Vita di un anarchico sardo                 | 28'      | Roberto Nanni                       | Italia           |
| Bandiera rossa e borsa nera                              | 27'      | Andrea Molaioli                     | Italia           |
| Ca cri do bo                                             | 24'      | Susanna Nicchiarelli                | Italia           |
| Davai Bistré - Avanti presto                             | 28'      | Mara Chiaretti                      | Italia           |
| In nome del popolo italiano                              | 29'      | Valia Santella                      | Italia           |
| I quaderni di Luisa                                      | 28'      | Isabella Sandri                     | Italia           |
| Scalmara                                                 | 33'      | Roberto Cimatti                     | Italia           |

Programa Homenaje a Jean-Claude Rousseau
| Título original                            | Duración | Año  | País     |
| ------------------------------------------ | -------- | ---- | -------- |
| Jeune femme à sa fenêtre lisant une lettre | 45'      | 1983 | Francia  |
| Keep in Touch                              | 25'      | 1987 | Francia  |
| La Vallée close                            | 144'     | 1997 | Francia  |
| Les Antiquités de Rome                     | 105'     | 1989 | Francia  |
| Venise n'existe pas                        | 11'      | 1984 | Francias |

Programa Stan Brakhage
| Título original             | Duración | Año  | País           |
| --------------------------- | -------- | ---- | -------------- |
| Dance                       | 6'       | 2000 | Estados Unidos |
| In Jesus name               | 20'      | 2001 | Estados Unidos |
| Lovesong-Lovesong 2         | 16'      | 2001 | Estados Unidos |
| Occam's Thread              | 16'      | 2001 | Estados Unidos |
| Persians #13                | 11'      | 2001 | Estados Unidos |
| Stately mansions did decree | 5'       | 1999 | Estados Unidos |

## Secciones independientes

### Semana Internacional de la Crítica
Las películas siguientes fueron seleccionadas para la 17.ª Semana Internacional de la Crítica del Festival de Cine de Venecia:
| Título en España     | Título original      | Director(es)       | País              |
| -------------------- | -------------------- | ------------------ | ----------------- |
| Gege                 | Gege                 | Yan Yan Mak        | Hong Kong         |
| Rain                 | Rain                 | Katherine Lindberg | Estados Unidos    |
| Rasganço             | Rasganço             | Raquel Freire      | Portugal, Francia |
| An Adolescent        | Shōjo                | Eiji Okuda         | Japón             |
| Tornando a casa      | Tornando a casa      | Vincenzo Marra     | Italia            |
| Un moment de bonheur | Un moment de bonheur | Antoine Santana    | Francia           |
| Vagón fumador        | Vagón fumador        | Verónica Chen      | Argentina         |

## Retrospectivas
Retrospectiva Guy Debord
En esta edición, se proyectó la filmografía del cineasta francés Guy Debord
| Título español | Título original | Año  |
| --- | --- | ---- |
| Crítica de la separación | Critique de la séparation | 1961 |
| Hurlements en faveur de Sade | Hurlements en faveur de Sade | 1952 |
| In girum imus nocte et consumimur igni                                                                                          | In girum imus nocte et consumimur igni                                                                                          | 1978 |
| Guy Debord, son art et son temps                                                                                                | Guy Debord, son art et son temps                                                                                                | 1994 |
| Réfutation de tous les jugements, tant élogieux qu'hostiles, qui ont été jusqu'ici portés sur le film 'La société du spectacle' | Réfutation de tous les jugements, tant élogieux qu'hostiles, qui ont été jusqu'ici portés sur le film 'La société du spectacle' | 1975 |
| La sociedad del espectáculo | La Société du spectacle | 1973 |
| Sur le passage de quelques personnes à travers une assez courte unité de temps                                                  | Sur le passage de quelques personnes à travers une assez courte unité de temps                                                  | 1959 |

Retrospectiva de  Andrzej Munk
En esta edición, se proyectó la filmografía del cineasta checoslovaco Andrzej Munk
| Título original                                  | Año  |
| ------------------------------------------------ | ---- |
| Polska Kronika Filmowa nr 10                     | 1951 |
| Polska Kronika Filmowa nr 14                     | 1951 |
| Polska Kronika Filmowa nr 19                     | 1951 |
| Polska Kronika Filmowa nr 23                     | 1951 |
| Polska Kronika Filmowa nr 3                      | 1951 |
| Polska Kronika Filmowa nr 37                     | 1951 |
| Polska Kronika Filmowa nr 8                      | 1951 |
| Polska Kronika Filmowa nr 39/1961                | 1961 |
| Polska Kronika Filmowa nr NR.52/1959 Wydanie A-B | 1961 |
| Archaeology                                      | 1968 |
| Blekitny krzyz                                   | 1955 |
| Cękalski, Bohdziewicz, Munk                      | 1978 |
| Czlowiek na torze                                | 1957 |
| Egzekucja Arthura Greisera                       | 1947 |
| Eroica                                           | 1958 |
| Gwiazdy musza plonac                             | 1954 |
| Kierunek - Nowa Huta!                            | 1951 |
| Kolejarskie slowo                                | 1953 |
| Kongres Bojowników o Wolność i Demokrację        | 1949 |
| Łapać złodzieja                                  | 1960 |
| Nauka blizej zycia                               | 1951 |
| Niedzielny poranek                               | 1955 |
| Oko wykol                                        | 1961 |
| Pamietniki chlopów                               | 1952 |
| Pasazerka                                        | 1963 |
| Pielęgniarki                                     | 1948 |
| Poemat symfoniczny 'Bajka' St. Moniuszki         | 1952 |
| Pogotowie trwa                                   | 1955 |
| Rozbijemy zabawę                                 | 1957 |
| Spacerek staromiejski (corto)                    | 1958 |
| Sztuka mlodych                                   | 1950 |
| Trzy protokoly                                   | 1956 |
| Zaczęło się w Hiszpanii                          | 1950 |
| Zakonnica                                        | 1958 |
| Zezowate szczescie                               | 1959 |

## Sección oficial-Venecia 58
Las siguientes películas fueron premiadas en el festival:
- León de Oro a la mejor película: La boda del monzón ´de Mira Nair
- Premio especial del Jurado: Días perros de Ulrich Seidl
- León de Plata a la mejor dirección: Babak Payami por El voto es secreto
- Copa Volpi al mejor actor: Luigi Lo Cascio por Luz de mis ojos
- Copa Volpi a la mejor actriz:  Sandra Ceccarelli por Luz de mis ojos
- Premio Marcello Mastroianni al mejor actor o actriz revelación: Gael García Bernal y Diego Luna por Y tu mamá también
- Premio Luigi De Laurentiis: Jan Cvitkovic y Danijel Hocevar por Pan y leche
- Premio al mejor guion: Alfonso y Carlos Cuarón por Y tu mamá también
- León de Oro a la trayectoria: Eric Rohmer
- Léon de plata al mejor cortometraje: Freunde de Jan Krüger

Cine del presente
- León del año: Hai Xian de Wen Zhu
- Premio del jurado: Le Souffle de Damien Odoul

## Otros premios
Las siguientes películas fueron premiadas en otros premios de la edición: 
- Premio FIPRESCI:
  - Venezia 58: Salvaje inocencia de Philippe Garrel
  - Sección paralela: Le Souffle de Damien Odoul
- Premio OCIC: El voto es secreto de  Babak Payami
- Premio Netpac:
  - El voto es secreto de  Babak Payami
  - Quitting de Zhang Yang
- Premio Don Quixote: Cosas de hombres de Dylan Kidd
- Premio UNICEF: El voto es secreto de  Babak Payami
- Premio UNESCO: Oporto de mi infancia de Manoel de Oliveira
- Premio Pasinetti:
  - Mejor Film: El voto es secreto de  Babak Payami
  - Mejor Actor: Luigi Lo Cascio por Luz de mis ojos
  - Mejor actriz: Sandra Ceccarelli por Luz de mis ojos
- Premio Italian Cinema Clubsː Tornando a casa de Vincenzo Marra
- Premio Pietro Bianchi: Alberto Sordi
- Premio Isvemaː Tornando a casa de Vincenzo Marra
- Premio FEDIC: Tornando a casa de Vincenzo Marra
- Premio obra de culto italiana: Tornando a casa de Vincenzo Marra
- Premio FilmCritica "Bastone Bianco": Días de Nietzsche en Turín de Júlio Bressane
- Premio CinemAvvenire:
  - Mejor película en la relación hombre-naturaleza: Tornando a casa de Vincenzo Marra
  - Mejor película: Waking Life de Richard Linklater
  - Mejor ópera primera: Flower Island de Il-gon Song
- Premio Wella: Licia Maglietta por Luna rossa
- Premio Future Film Festival Digital: A.I. Inteligencia Artificial de Steven Spielberg
- Premio Laterna Magica: La boda del monzón ´de Mira Nair
- Premio Sergio Trasatti: Luz de mis ojos de Giuseppe Piccioni
- Premio Rota Soundtrack: George Fenton por La cuadrilla
- Premio Mimmo Rotella Foundation: Quem És Tu? de João Botelho
- Premio Children and Cinema:La cuadrilla de Ken Loach
- Premio especial de dirección: Babak Payami por El voto es secreto